# Gerbrand Bakker (écrivain)
Gerbrand Bakker, né le 28 avril 1962 à Wieringerwaard, est un jardinier et écrivain néerlandais.

## Œuvres
- Etymologisch woordenboek voor beginners, of Hoe het mannetje mannequin werd (1997)
- Het tweede etymologisch woordenboek voor beginners, of Hoe het karretje carrière maakte (1998)
- Perenbomen bloeien wit (1999)

- traduit en français sous le titre  Parce que les fleurs sont blanches par Françoise Antoine, Paris, Éditions Grasset & Fasquelle, coll. « En lettres d'ancre », 2020, 216 p.  (ISBN 978-2-246-82107-6)
- Wab : (woordenboek voor aankomende brugklasser) (2006)
- Junior etymologisch woordenboek (2006)
- Boven is het stil (2006)

- traduit en français sous le titre  Là-haut, tout est calme par Bertrand Abraham, Paris, Éditions Gallimard, coll. « Du monde entier », 2009, 350 p.  (ISBN 978-2-07-078503-2)
- Bruiloft zonder bruidspaar (2008)
- Ezel, schaap en tureluur (2009)
- Juni (2009)

- traduit en français sous le titre Juin par Françoise Antoine, Paris, Éditions Gallimard, coll. « Du monde entier », 2016, 336 p.  (ISBN 978-2-07-013189-1)
- De Omweg (2010)

- traduit en français sous le titre Le Détour par Bertrand Abraham, Paris, Éditions Gallimard, coll. « Du monde entier », 2013, 257 p.  (ISBN 978-2-07-013778-7)
- Populierensap. Een bomendagboek (2011)
- Gras, om languit op te liggen (2011)

## Prix
- Prix Impac 2010 pour The Twin.
- Independent Foreign Fiction Prize (en) 2013 pour The Detour.